# ستيف ويب (لاعب هوكي الجليد)
ستيف ويب هو لاعب هوكي الجليد كندي، ولد في 20 أبريل 1975 في بيتيربوروغ في كندا.

## وصلات خارجية
- ستيف ويب على موقع دوري الهوكي الوطني (الإنجليزية)
- ستيف ويب على موقع EliteProspects.com (الإنجليزية)
- ستيف ويب على موقع HockeyDB.com (الإنجليزية)
- ستيف ويب على موقع Hockey-Reference.com (الإنجليزية)